# The War on Errorism
The War on Errorism é o nono álbum de estúdio da banda NOFX, lançado a 6 de Maio de 2003.

## Faixas
Todas as faixas por Fat Mike.
1. "The Separation of Church and Skate" – 3:10
2. "The Irrationality of Rationality" – 2:32
3. "Franco Un-American" – 2:25
4. "Idiots Are Taking Over" – 3:23
5. "She's Nubs" – 2:05
6. "Mattersville" – 2:29
7. "Decom-posuer" – 2:54
8. "Medio-core" – 3:05
9. "Anarchy Camp" – 2:54
10. "American Errorist (I Hate Hate Haters)" – 1:52
11. "We Got Two Jealous Agains" – 2:04
12. "13 Stitches" – 1:55
13. "Re-gaining Unconsciousness" – 2:39
14. "Whoops, I OD'd" – 2:50

## Paradas
Álbum
| Paradas (2003)         | Melhor posição |
| ---------------------- | -------------- |
| Billboard 200          | 44             |
| Top Independent Albums | 1              |

## Créditos
- Fat Mike - Vocal, baixo, teclados
- Eric Melvin - guitarra
- El Hefe - Guitarra, corneta
- Erik Sandin - Bateria
- Spike Slawson - Vocal adicional
- Karina Denike - Vocal adicional em "Mattersville"
- Sascha Lazor - Guitarra adicional em "Anarchy Camp"
- Ronnie King - Guitarra adicional em "Anarchy Camp"